# 奧代拉迪 (奧雷卡市鎮)
50°44′38″N 25°44′58″E / 50.74389°N 25.74944°E
奧代拉迪（烏克蘭語：Одеради），是烏克蘭西部沃倫州的村落，隸屬盧茨克區奧雷卡市鎮，始建於1557年，面積1.63平方公里，海拔高度218米，2001年人口356，人口密度每平方公里219.08人。